# Ducado de San Giulio
El Ducado de San Giulio fue uno de los ducados establecidos por los lombardos en Italia. La información que se tiene del Ducado es muy escasa.

## Historia
Se desconoce la fecha de la fundación del Ducado, cuyo territorio fue conquistado por los Lombardos en la época de Alboin; solo se tiene el nombre del primer duque de San Giulio: Mimulfo, duque de isla San Giulio en el 575.
El duque Mimulfo se rebeló contra el rey Agilulfo, como se puede leer en el Origo gentis Langobardorum, fue decapitado en el 591, acusado de traición.
Una rama de la familia Calbo/Calvo que desde Roma, pasando por Padua y asentada en Venecia, extiende una línea al Piamonte y se la menciona como duques.
En 1688, durante las excavaciones para poner los cimientos del edificio del Seminario Episcopal, vino a la luz los restos de una tumba, cuyo sarcófago contenía los huesos de un cadáver sin el cráneo, y placa en la que fue escrito: mutila "MEYNUL". La placa que lleva el nombre de Mimulfo se perdió, mientras que el pequeño sarcófago fue reutilizado como la caja de limosnas dentro de la basílica de San Giulio.
Sobre las razones de la localización del ducado en la isla San Giulio, en Novara, se puede decir que la isla de San Giulio era un importante fortificación, considerada en esa época casi inexpugnable.
Otro testimonio de la presencia de lombardos en el lago d'Orta es el reciente descubrimiento, durante una campaña de excavaciones arqueológicas realizadas en la iglesia de San Lorenzo en Gozzano, de numerosos entierros de importantes personajes pertenecientes a la clase dominante longobardo y que datan del siglo VII, cuya presencia está probablemente relacionado con su proximidad a la sede administrativa del Ducado de San Giulio.

## Duques de San Giulio
- Mimulfo, primer duque (575-591)
- Francesco Calbo (1760-1827)
- Leopold Calvo (- 1946)
  - Felice Calvo (1889)
    - Giuseppe Calvo
    - Luigi Césare Calvo (casado con María Amelia Della Vedova)
    - Ettore Calvo
    - Hercole Calvo

## Reseña
- Paolo Diacono, Historia Langobardorum, II, 15. Historia Langobardorum (Historia de los Longobardos, Milano, Fundación Lorenzo Valla - Mondadori, 1992).